# Ischaemum molle
Ischaemum molle är en gräsart som beskrevs av Joseph Dalton Hooker. Ischaemum molle ingår i släktet Ischaemum och familjen gräs. IUCN kategoriserar arten globalt som livskraftig. Inga underarter finns listade i Catalogue of Life.